# Azusa, Kalifornija
Azusa je grad u američkoj saveznoj državi Kalifornija. Prema popisu stanovništva iz 2010. u njemu je živjelo 46,361 stanovnika.